# 초대 통일주체국민회의 대의원 선거
초대 통일주체국민회의 대의원 총선거는 유신 헌법에 의해 신설된 통일주체국민회의의 초대 대의원들을 선출하기 위해 1972년 12월 15일에 실시된 선거이다. 불과 18일의 선거 운동 기간을 거쳐 치러졌으며, 정당 소속원의 출마 불허 및 완전 공영제 실시 속에 기존 선거에 비해 조용한 분위기로 진행되었다. 이 선거로 당선된 2,359명의 대의원들은 초대 통일주체국민회의를 구성하고 제8대 대통령, 제1, 2기 유신정우회 국회의원 등을 선거하는 역할을 하게 되었다.
초대 국민회의 대의원 임기는 1972년 12월 23일 개시되었으므로, 6년을 채우려면 1978년 12월 22일 임기가 만료되었어야 하나, 유신 헌법 2조 2항의 "이 헌법에 의하여 선거된 최초의 통일주체국민회의 대의원의 임기는 통일주체국민회의의 최초의 집회일로부터 개시되고 1978년 6월 30일에 종료된다"는 규정에 따라 약 5년 6개월만에 임기가 만료되었다.

## 배경
1971년 대통령 선거에서 신승한 후, 박정희는 정권 유지에 불안을 느끼고 보다 안정적인 집권을 꾀하기 위해 유신 헌법을 선포한다.
유신 헌법은 대통령과 국회의원(유신정우회) 일부 간접선출, 개헌 및 통일 정책 의결 등의 권한을 통일주체국민회의라는 기관에 부여하고, 국민회의는 선거로 구성하도록 규정했다.
10월 17일 비상조치로 국회와 정당을 해산시키고 야당의 입을 막은 상태에서 유신 헌법은 결국 통과를 보게 되었고, 이에 따라 통일주체국민회의 대의원 선거가 서둘러 이뤄지게 되었다.

## 결과
|      | 의석수 | 유권자수   | 투표수 (%)         | 유효투표수        |
| ---- | ------ | ---------- | ------------------ | ----------------- |
| 서울 | 303    | 3,113,767  | 1,773,454 (57.0%)  | 1,702,369 (96.0%) |
| 부산 | 104    | 941,884    | 642,641 (68.2%)    | 622,823 (96.9%)   |
| 경기 | 280    | 1,664,447  | 1,154,711 (69.4%)  | 1,123,083 (97.3%) |
| 강원 | 145    | 788,276    | 629,915 (79.9%)    | 613,395 (97.4%)   |
| 충북 | 127    | 602,554    | 461,547 (76.6%)    | 447,557 (97.0%)   |
| 충남 | 231    | 1,278,743  | 924,874 (72.3%)    | 900,402 (97.4%)   |
| 전북 | 200    | 1,092,516  | 838,211 (76.7%)    | 810,011 (96.6%)   |
| 전남 | 312    | 1,636,382  | 1,174,364 (71.8%)  | 1,138,441 (96.9%) |
| 경북 | 354    | 1,970,647  | 1,507,092 (76.5%)  | 1,457,409 (96.7%) |
| 경남 | 278    | 1,339,583  | 1,038,388 (77.5%)  | 1,009,869 (97.3%) |
| 제주 | 25     | 170,818    | 138,596 (81.1%)    | 135,242 (97.6%)   |
| 계   | 2,359  | 14,599,617 | 10,283,793 (70.4%) | 9,960,601 (96.9%) |

주로 관변 단체 인사들이나 지역 유지들이 출마해 당선된 초대 통일주체국민회의 대의원 선거는 70.4%의 투표율을 기록했으며, 총 2,359명의 대의원을 선거하였다. 입후보자는 5,876명으로 경쟁률은 평균 2.5:1을 기록, 역대 모든 국회의원 선거보다 낮았다.
당선인 중 유명인은 다음과 같다. 박영출 전 의원과 김태선 전 서울시장은 아깝게 낙선했다.
- 서울 종로 1: 구자경 럭키화학 사장, 남궁련 극동해운 사장, 김종희 한국화약 사장
- 서울 종로 2: 박종화 예술원장, 최성모 동아제분 사장, 박두병 대한상공회의소 회장, 김인득 한국스레트 사장, 배우 신영균
- 서울 성북 2: 강중희 동아제약 사장
- 서울 성북 7: 곽상훈 전 민의원의장, 강대진 영화감독
- 서울 서대문 1: 서정귀 전 의원
- 서울 서대문 4: 조중훈 전경련 부회장, 장덕조 작가
- 서울 서대문 10: 서경보 동국대학교 불교대학장,
- 서울 용산 1: 박병규 해태제과 사장, 김일환 전 교통부 장관, 아나운서 강영숙
- 서울 영등포 4: 임영신 전 상공부 장관
- 서울 영등포 7: 김두만 전 공군참모총장
- 서울 영등포 15: 김윤기 전 건설부 장관
- 부산 서 1: 김한수 한일합섬 사장
- 부산 동래 2: 윤인구 전 부산대학교 총장
- 전북 이리: 이춘기 전 의원

이외에도 이활 전 의원, 엄대섭 전 의원, 기세풍 전 의원, 허창성 삼립식품 사장, 전숙희 작가, 박경원 전 내무부 장관, 박동규 전 재무부 장관, 박영수 전 부산시장, 이창근 전 강원도지사, 이기세 전 충청남도지사, 박윤종 전 광주시장, 김연주 전 남북적십자회담 수석대표가 있었다.

## 활동
초대 통일주체국민회의는 제8대 대통령과 1·2기 유신정우회 국회의원을 선출했다.

### 제1차 회의: 제8대 대통령 선거
1972년 12월 22일, 박정희 대통령은 대의원 515명의 추천을 받아 제8대 대통령 선거에 단독 입후보하였다.
대통령은 재적 대의원의 과반을 득표해야 함으로, 당선 요건은 2,359명 중 1,180표 이상을 득표하는 것이었다. 12월 23일 장충체육관에서 열린 초대 통일주체국민회의 1차 회의에서 박정희 대통령은 재적 대의원 과반을 넘는 2,357명의 투표를 받아 제8대 대한민국 대통령에 당선되었다.
박정희 대통령은 이 날 대통령 선거에 앞서 국민회의 운영위원회 위원 50명을 지명하였으며, 이들 중 곽상훈 위원을 1973년 1월 29일 운영위원장으로 지명하였다.
| 후보   | 득표  | %    | 비고 |
| ------ | ----- | ---- | ---- |
| 박정희 | 2,357 | 99.9 | 당선 |
| 무효표 | 2     | 0.1  |      |
| 재적   | 2,359 | 100  |      |

### 제2차 회의: 제1기 간선제 국회의원 선거
제9대 국회의 개원을 앞둔 1973년 3월 5일, 박정희 대통령은 제1기 간선 의원 후보 73명, 예비후보 14명 등을 일괄 추천하였다. 간선 의원은 재적 대의원 과반의 출석과 출석 대의원 과반의 찬성으로 당선이 확정된다는 규정에 따라, 통일주체국민회의는 1973년 3월 7일 제2차 집회에서 명단 전체에 대한 찬반 투표를 진행해 통과시켰다. 대의원 전원이 한 곳에 모였던 제1차 회의와는 달리, 제2차 회의는 대의원들이 시·도별로 모이는 지역 회의의 형식으로 개최되었다.
투표에는 재적 대의원 2,359명 중 2,354명이 참여해 99.8%의 투표율을 기록했는데, 불참자는 해외 체류 중이던 서울의 서정귀·남궁연 대의원, 부산의 이재헌 대의원, 경북의 정타용 대의원 등 4명과 와병 중이던 전남의 정병용 대의원 등 5명이었다. 재적 대의원의 과반의 지지가 필요한 대통령 선거와 달리, 간선 의원 선거는 재적 대의원 과반의 출석과 출석 대의원 과반의 찬성이 필요했음으로, 이 선거에는 출석자 2,354명의 과반인 과반인 1,178표가 필요했다.
국민회의는 95.6%의 압도적인 찬성율로 박정희 대통령이 추천한 국회의원 후보들을 승인하였으며, 이때 당선된 간선 의원들은 3월 10일 유신정우회라는 원내 교섭단체를 결성하고 12일 제9대 국회의 개원과 동시에 취임하였으며, 앞서 2월 27일 직선제 국회의원 선거에서 당선된 민주공화당 의원들과 함께 박정희 정부의 여당으로 활동했다. 간선 의원 당선자 73명 중 김종필 전 총리를 포함한 29명은 민주공화당 당적 보유자였으나, 당선 후 유신정우회 가입을 위해 탈당했다.
|      | 찬성  | 반대 | 무효 | 투표수 | 불참 | 재적 대의원수 |
| ---- | ----- | ---- | ---- | ------ | ---- | ------------- |
| 서울 | 229   | 2    | 0    | 301    | 2    | 303           |
| 부산 | 95    | 7    | 1    | 103    | 1    | 104           |
| 경기 | 274   | 4    | 2    | 280    | 0    | 280           |
| 강원 | 135   | 10   | 0    | 145    | 0    | 145           |
| 충북 | 125   | 2    | 0    | 127    | 0    | 127           |
| 충남 | 226   | 5    | 0    | 231    | 0    | 231           |
| 전북 | 187   | 10   | 3    | 200    | 0    | 200           |
| 전남 | 297   | 11   | 3    | 311    | 1    | 312           |
| 경북 | 335   | 13   | 5    | 353    | 1    | 354           |
| 경남 | 253   | 18   | 7    | 278    | 0    | 278           |
| 제주 | 25    | 0    | 0    | 25     | 0    | 25            |
| 합계 | 2,251 | 82   | 21   | 2,354  | 5    | 2,359         |

### 제3차 회의: 제2기 간선제 국회의원 선거
역시 지역별로 소집된 제3차 회의는 제1기 간선 의원들의 임기가 1976년 3월 11일 종료됨에 따라 후임 간선 의원들을 선출하기 위해 개최되었다. 박정희 대통령은 1976년 2월 14일 국민회의에 제2기 유신정우회 의원 후보 73명과 예비후보 5명의 명단을 제출했는데, 그 중 50명은 기존 1기 의원들이 그대로 재추천됐고 나머지 23명은 새로운 인물로 교체되었다.
이에 따라 대의원들은 1976년 2월 16일 시·도별로 모여 제3차 회의를 개최하고 간선 의원들에 대한 일괄 찬반 투표를 실시했다. 이때 대의원 정수 2,359석 중 56석이 사퇴 및 사망으로 공석이 되어 재적 대의원 수는 2,303명이었는데, 그 중 3명은 해외 체류, 11명은 와병을 이유로 불참하여 투표에 참여한 대의원은 2,289명이었다.
|      | 찬성  | 반대 | 무효 | 투표수 | 불참 | 재적 대의원수 |
| ---- | ----- | ---- | ---- | ------ | ---- | ------------- |
| 서울 | 287   | 0    | 2    | 289    | 3    | 292           |
| 부산 | 99    | 1    | 1    | 101    | 0    | 101           |
| 경기 | 269   | 0    | 1    | 270    | 2    | 272           |
| 강원 | 142   | 0    | 0    | 142    | 1    | 143           |
| 충북 | 122   | 0    | 0    | 122    | 0    | 122           |
| 충남 | 219   | 0    | 2    | 221    | 1    | 222           |
| 전북 | 196   | 0    | 0    | 196    | 2    | 198           |
| 전남 | 301   | 2    | 0    | 303    | 2    | 305           |
| 경북 | 348   | 1    | 0    | 349    | 1    | 350           |
| 경남 | 267   | 4    | 1    | 272    | 2    | 274           |
| 제주 | 24    | 0    | 0    | 24     | 0    | 24            |
| 합계 | 2,274 | 8    | 7    | 2,289  | 14   | 2,303         |

## 같이 보기
- 제4공화국
- 박정희
- 곽상훈
- 장충체육관
- 제2대 통일주체국민회의 대의원 선거